# Dulce de Provenza

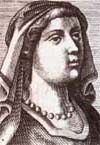
Dulce de Provenza

Dulce de Provenza o Dulce de Gévaudan, Dulce I (c. 1090-c. 1127) fue la hija de Gilberto I, conde de Gévaudan y de Gerberga, condesa de Provenza, y esposa de Ramón Berenguer III, conde de Barcelona. 
En 1112 recibe el condado de Provenza por herencia materna. Ese mismo año contrajo matrimonio en Arlés con el conde de Barcelona Ramón Berenguer III el Grande y el 13 de enero de 1112 cedió a su marido los derechos sobre el condado de Provenza, el condado de Gévaudan y el vizcondado de Millau, inaugurando el dominio de la Casa de Barcelona en Provenza.

## Descendencia
- Berenguela de Barcelona (1108-1149), casada el 1125 con Alfonso VII de León
- Ramón Berenguer IV el Santo (1113-1162),  conde de Barcelona y princeps de Aragón por su matrimonio con Petronila de Aragón
- Berenguer Ramón I de Provenza (1113-1144), conde de Provenza
- Bernat de Barcelona (1117)
- Estefanía de Barcelona (1118-después de 1131)
- Mafalda de Barcelona (c. 1120-c. 1176), priora del monasterio de Vega.[2]
- Almodis de Barcelona (1126-después de 1164)